# Gyula Moravcsik
Gyula Moravcsik (ur. 29 stycznia 1892 w Budapeszcie, zm. 10 grudnia 1972 tamże) – węgierski historyk, bizantynolog, mediewista. 

## Życiorys
Pochodził z rodziny intelektualistów. Absolwent Uniwersytetu w Budapeszcie. W 1914 zmobilizowany do wojska, walczył na froncie wschodnim. W latach 1915–1920 przebywał w niewoli rosyjskiej w Krasnojarsku i Irkucku. Czas ten wykorzystał do głębokiej nauki języków obcych (m.in. greki i tureckiego). 
Po powrocie do kraju wykładał na kilku węgierskich uczelniach. Twórca węgierskiej bizantynologii. Opublikował wiele ważnych prac wśród nich wysoko cenioną Byzantinoturcica (t. 1–2). Laureat wielu nagród i odznaczeń. Doktor honoris causa Uniwersytetu w Atenach (1937).

## Wybrane publikacje
- Szent László leánya és a bizánci Pantokrator-monostor, Budapest – Konstantinápoly 1923.
- Az onogurok történetéhez, Budapest 1930.
- A magyar történet bizánci forrásai, Budapest 1934.
- A magyar szent korona görög feliratai, Budapest 1935.
- A papiruszok világából, Budapest 1942.
- Byzantinoturcica, t. 1-2, Budapest 1942–1943 (wyd. 2 - Berlin 1958, wyd. 3 - Leiden 1983).
- Bizánc és a magyarság, Budapest 1953.
- Die byzantinische Kultur und das mittelalterliche Ungarn (Berlin, 1955).
- Miről vallanak a papiruszok?, (1961)
- Bevezetés a bizantinológiába,, Budapest 1966.
- Studia Byzantina, Budapest – Amszterdam 1967.
- Byzantium and the Magyars, Budapest – Amszterdam 1970.
- Az Árpád-kori magyar történet bizánci forrásai, Budapest 1984.